# 울자나스 레이드
《울자나스 레이드》(Ulzana's Raid)는 미국에서 제작된 로버트 알드리치 감독의 1972년 서부 영화이다. 애리조나에서 촬영되었다. 버트 랭카스터 등이 주연으로 출연하였고 카터 드 해븐 주니어 등이 제작에 참여하였다.

## 출연

### 주연
- 버트 랭카스터
- 브루스 데이비슨

### 조연
- 조지 루크
- 리차드 재켈
- 조아퀸 마르티네즈
- 로이드 보크너
- 칼 스웬슨
- 더글러스 왓슨
- 드랜 해밀턴
- 존 피어스
- 글레이디스 홀랜드
- 마가렛 페어차일드
- 에이미 에클스
- 리차드 불
- 오토 레이초
- 딘 스미스
- 래리 랜들스
- 테드 마크랜드
- 존 맥키
- 토니 엡퍼
- 닉 그라뱃
- 윌리엄 H. 버튼
- 프레드 브룩필드
- 제리 가틀린
- 워터 스콧
- 리차드 판스워스
- 프랭크 곤잘레스
- 조지 아귈라

## 기타
- 미술: 제임스 도웰 밴스
- 의상: 글렌 라이트